# Jégtánc a 2020. évi téli ifjúsági olimpiai játékokon
A 2020. évi téli ifjúsági olimpiai játékokon a műkorcsolya jégtánc versenyszámának ritmustáncát január 11-én, a szabadprogramot pedig január 13-án rendezték a Lausanne-i Skating Arenában.
Az aranyérmet az orosz Irina Havronyina–Dario Csirizano-páros nyerte.  A versenyszámban magyar páros nem vett részt.

## Versenynaptár
Az időpont(ok) helyi idő szerint olvashatóak (UTC +01:00):
| Dátum                     | Időpont     | Forduló       |
| ------------------------- | ----------- | ------------- |
| 2020. január 11., szombat | 13:30-15:09 | Ritmustánc    |
| 2020. január 13., hétfő   | 11:30-13:32 | Szabadprogram |

## Eredmények

### Ritmustánc
| Hely. | Versenyző                                   | Nemzet                 | LV    | Az öt általános komponens pontszáma | Az öt általános komponens pontszáma | Az öt általános komponens pontszáma | Az öt általános komponens pontszáma | Az öt általános komponens pontszáma | PP    | TP    | ÖP.   | R  |
| Hely. | Versenyző                                   | Nemzet                 | LV    | KK.                                 | ÁM.                                 | EM.                                 | KG.                                 | KF.                                 | PP    | TP    | ÖP.   | R  |
| ----- | ------------------------------------------- | ---------------------- | ----- | ----------------------------------- | ----------------------------------- | ----------------------------------- | ----------------------------------- | ----------------------------------- | ----- | ----- | ----- | -- |
| 1.    | Irina Havronyina Dario Csirizano            | Oroszország (RUS)      | 0,00  | 7,14                                | 7,00                                | 7,25                                | 7,43                                | 7,32                                | 28,91 | 34,61 | 63,52 | 5  |
| 2.    | Szofja Tyutyunina Alekszandr Suszticskij    | Oroszország (RUS)      | 0,00  | 7,43                                | 7,18                                | 7,43                                | 7,54                                | 7,54                                | 29,68 | 32,96 | 62,64 | 11 |
| 3.    | Natalie D’Alessandro Bruce Waddell          | Kanada (CAN)           | 0,00  | 7,21                                | 7,11                                | 7,32                                | 7,50                                | 7,43                                | 29,26 | 30,35 | 59,61 | 10 |
| 4.    | Makita Miku Tyler Gunara                    | Kanada (CAN)           | 0,00  | 6,86                                | 6,64                                | 6,89                                | 7,00                                | 6,96                                | 27,48 | 30,99 | 58,47 | 12 |
| 5.    | Katarina Wolfkostin Jeffrey Chen            | Egyesült Államok (USA) | -1,00 | 7,00                                | 6,82                                | 6,89                                | 7,18                                | 7,07                                | 27,97 | 30,05 | 57,02 | 9  |
| 6.    | Josida Utana Nisijama Singo                 | Japán (JPN)            | -1,00 | 6,64                                | 6,43                                | 6,43                                | 6,71                                | 6,79                                | 26,39 | 30,99 | 56,38 | 8  |
| 7.    | Hanna Csernyjavszka Oleh Muratov            | Ukrajna (UKR)          | 0,00  | 5,93                                | 5,68                                | 6,04                                | 6,07                                | 6,04                                | 23,80 | 28,44 | 52,24 | 4  |
| 8.    | CDenisa Cimlová Vilém Hlavsa                | Csehország (CZE)       | 0,00  | 5,64                                | 5,36                                | 5,71                                | 5,79                                | 5,82                                | 22,66 | 27,40 | 50,06 | 2  |
| 9.    | Célina Fradji Jean-Hans Fourneaux           | Franciaország (FRA)    | 0,00  | 5,61                                | 5,46                                | 5,71                                | 5,86                                | 5,75                                | 22,72 | 26,39 | 49,11 | 7  |
| 10.   | Giulia Tuba Andrea Tuba                     | Olaszország (ITA)      | 0,00  | 5,36                                | 5,07                                | 5,43                                | 5,57                                | 5,25                                | 21,35 | 26,44 | 47,79 | 1  |
| 11.   | Yulia Lebedeva-Bitadze Mikhail Kaygorodtsev | Grúzia (GEO)           | -1,00 | 5,89                                | 5,71                                | 5,64                                | 6,11                                | 5,86                                | 23,37 | 24,83 | 47,20 | 3  |
| 12.   | Gina Zehnder Beda Leon Sieber               | Svájc (SUI)            | 0,00  | 4,36                                | 4,11                                | 4,36                                | 4,46                                | 4,25                                | 17,24 | 18,86 | 36,10 | 6  |

### Szabadprogram
| Hely. | Versenyző                                   | Nemzet                 | LV    | Az öt általános komponens pontszáma | Az öt általános komponens pontszáma | Az öt általános komponens pontszáma | Az öt általános komponens pontszáma | Az öt általános komponens pontszáma | PP    | TP    | ÖP.    | R  |
| Hely. | Versenyző                                   | Nemzet                 | LV    | KK.                                 | ÁM.                                 | EM.                                 | KG.                                 | KF.                                 | PP    | TP    | ÖP.    | R  |
| ----- | ------------------------------------------- | ---------------------- | ----- | ----------------------------------- | ----------------------------------- | ----------------------------------- | ----------------------------------- | ----------------------------------- | ----- | ----- | ------ | -- |
| 1.    | Irina Havronyina Dario Csirizano            | Oroszország (RUS)      | 0,00  | 7,50                                | 7,32                                | 7,75                                | 7,82                                | 7,89                                | 45,93 | 55,18 | 101,11 | 11 |
| 2.    | Szofja Tyutyunina Alekszandr Suszticskij    | Oroszország (RUS)      | 0,00  | 7,57                                | 7,43                                | 7,61                                | 7,61                                | 7,43                                | 45,18 | 51,33 | 96,51  | 12 |
| 3.    | Katarina Wolfkostin Jeffrey Chen            | Egyesült Államok (USA) | 0,00  | 7,25                                | 7,11                                | 7,43                                | 7,32                                | 7,39                                | 43,80 | 51,61 | 95,41  | 7  |
| 4.    | Josida Utana Nisijama Singo                 | Japán (JPN)            | 0,00  | 7,00                                | 6,93                                | 7,25                                | 7,29                                | 7,36                                | 43,00 | 49,32 | 92,32  | 8  |
| 6.    | Natalie D’Alessandro Bruce Waddell          | Kanada (CAN)           | 0,00  | 7,32                                | 7,14                                | 7,43                                | 7,46                                | 7,46                                | 44,17 | 47,74 | 91,91  | 9  |
| 6.    | Makita Miku Tyler Gunara                    | Kanada (CAN)           | 0,00  | 7,14                                | 7,00                                | 7,21                                | 7,21                                | 7,21                                | 42,92 | 47,50 | 90,42  | 10 |
| 7.    | Denisa Cimlová Vilém Hlavsa                 | Csehország (CZE)       | 0,00  | 6,07                                | 5,93                                | 6,29                                | 6,25                                | 6,36                                | 37,08 | 43,89 | 80,97  | 5  |
| 8.    | Hanna Csernyjavszka Oleh Muratov            | Ukrajna (UKR)          | 0,00  | 6,07                                | 5,86                                | 6,07                                | 6,11                                | 6,07                                | 36,20 | 43,17 | 79,37  | 6  |
| 9.    | Giulia Tuba Andrea Tuba                     | Olaszország (ITA)      | 0,00  | 5,86                                | 5,57                                | 6,04                                | 6,00                                | 6,07                                | 35,44 | 42,10 | 77,54  | 4  |
| 10.   | Célina Fradji Jean-Hans Fourneaux           | Franciaország (FRA)    | 0,00  | 5,68                                | 5,32                                | 5,64                                | 5,75                                | 5,54                                | 33,52 | 38,61 | 72,13  | 1  |
| 11.   | Yulia Lebedeva-Bitadze Mikhail Kaygorodtsev | Grúzia (GEO)           | 1,00  | 5,86                                | 5,50                                | 5,57                                | 5,79                                | 5,68                                | 34,08 | 35,37 | 68,45  | 2  |
| 12.   | Gina Zehnder Beda Leon Sieber               | Svájc (SUI)            | -1,00 | 4,32                                | 4,04                                | 4,39                                | 4,71                                | 4,39                                | 26,22 | 35,63 | 60,85  | 3  |

### Összesítés
| Hely. | Versenyző                                   | Nemzet                 | ÖP.    | Eredmények | Eredmények | Eredmények | Eredmények |
| Hely. | Versenyző                                   | Nemzet                 | ÖP.    | Hely.      | RP.        | Hely.      | SP.        |
| ----- | ------------------------------------------- | ---------------------- | ------ | ---------- | ---------- | ---------- | ---------- |
| Arany | Irina Havronyina Dario Csirizano            | Oroszország (RUS)      | 164,63 | 1          | 63,52      | 1          | 101,11     |
| Ezüst | Szofja Tyutyunina Alekszandr Suszticskij    | Oroszország (RUS)      | 159,15 | 2          | 62,64      | 2          | 96,51      |
| Bronz | Katarina Wolfkostin Jeffrey Chen            | Egyesült Államok (USA) | 152,43 | 5          | 57,02      | 3          | 95,41      |
| 4.    | Natalie D’Alessandro Bruce Waddell          | Kanada (CAN)           | 151,52 | 3          | 59,61      | 5          | 91,91      |
| 5.    | Makita Miku Tyler Gunara                    | Kanada (CAN)           | 148,89 | 4          | 58,47      | 6          | 90,42      |
| 6.    | Josida Utana Nisijama Singo                 | Japán (JPN)            | 148,70 | 6          | 56,38      | 4          | 92,32      |
| 7.    | Hanna Csernyjavszka Oleh Muratov            | Ukrajna (UKR)          | 131,61 | 7          | 52,24      | 8          | 79,37      |
| 8.    | Denisa Cimlová Vilém Hlavsa                 | Csehország (CZE)       | 131,03 | 8          | 50,06      | 7          | 80,97      |
| 9.    | Giulia Tuba Andrea Tuba                     | Olaszország (ITA)      | 125,33 | 10         | 47,79      | 9          | 77,54      |
| 10.   | Célina Fradji Jean-Hans Fourneaux           | Franciaország (FRA)    | 121,24 | 9          | 49,11      | 10         | 72,13      |
| 11.   | Yulia Lebedeva-Bitadze Mikhail Kaygorodtsev | Grúzia (GEO)           | 115,65 | 11         | 47,20      | 11         | 68,45      |
| 12.   | Gina Zehnder Beda Leon Sieber               | Svájc (SUI)            | 96,95  | 12         | 36,10      | 12         | 60,85      |

____
Magyarázat:
• Hely. = helyezés • LV = levonás • KK = korcsolyázó képesség • ÁM = átmentések • EM = előadás(mód)/kivitelezés • KG = koreográfia • KF = kifejező képesség • PP = program pontszám • TP = technikai pontszám • ÖP = összes pontszám • R = rajtszám • RP. = rövid program • SP. = szabadprogram (kűr)